# Ravatita
La ravatita és un mineral de la classe dels compostos orgànics. Rep el seu nom de la seva localitat tipus, Ravat, al Tadjikistan.

## Característiques
La ravatita és una substància orgànica de fórmula química C14H10. Va ser aprovada com a espècie vàlida per l'Associació Mineralògica Internacional l'any 1992. Cristal·litza en el sistema monoclínic. La seva duresa a l'escala de Mohs és 1, sent un mineral molt tou. És conegut en la química orgànica com a fenantrè.
Segons la classificació de Nickel-Strunz, la ravatita pertany a «10.BA - Hidrocarburs» juntament amb els següents minerals: fichtelita, hartita, dinita, idrialita, kratochvilita, carpathita, simonel·lita i evenkita.

## Formació i jaciments
Es forma en la crema de les vetes de carbó a una temperatura inferior als 50-60 °C. Va ser descoberta l'any 1933 a Ravat, prop el riu Yagnob, a la província de Sughd (Tadjikistan). També ha estat descrita a dos indrets alemanys: a la mina Carola, a Freital (Saxònia) i a la mina Anna, a Alsdorf (Rin del Nord-Westfàlia).